# Apolo 11
Apolo 11 fue la quinta misión tripulada del Programa Apolo de los Estados Unidos y la primera de la historia en lograr que un ser humano llegara a la Luna. La nave Apolo de la misión se envió al espacio el 16 de julio de 1969, realizó su alunizaje el 20 de julio de ese mismo año y al día siguiente dos astronautas (Armstrong y Aldrin) se convirtieron en los primeros en caminar sobre la superficie lunar. El Apolo 11 fue impulsado por un cohete Saturno V desde la plataforma LC 39A y lanzado a las 13:32 UTC del complejo de cabo Kennedy, en Florida (EE. UU.). Oficialmente se conoció a la misión como AS-506. La misión fue un hito decisivo de la NASA contra el programa espacial de la Unión Soviética durante la carrera espacial y está considerada como uno de los momentos más significativos de la humanidad.

«Es un pequeño paso para el hombre, pero un gran salto para la humanidad». 
—Neil Armstrong.

La tripulación del Apolo 11 estaba constituida por el comandante de la misión Neil A. Armstrong, de 38 años; Edwin E. Aldrin Jr., de 39 años y piloto del LEM, apodado Buzz; y Michael Collins, de 38 años y piloto del módulo de mando.
La denominación de las naves, privilegio del comandante, fue Eagle para el módulo lunar y Columbia para el módulo de mando.
El comandante Armstrong fue el primer ser humano que pisó la superficie del satélite terrestre el 21 de julio de 1969 a las 2:56 (hora internacional UTC) al sur del Mar de la Tranquilidad (Mare Tranquillitatis), seis horas y media después de haber alunizado. Este hito histórico se retransmitió a todo el planeta desde tres instalaciones de la red de MSFN ubicadadas estratégicamente alrededor del mundo: las instalaciones del Observatorio Parkes en Honeysuckle Creek en Camberra (Australia), la estación de seguimiento de Goldstone (California, EE. UU.) y las instalaciones de la red de MSFN de Fresnedillas de la Oliva, perteneciente al MDSCC en Robledo de Chavela (Madrid, España). Inicialmente, el paseo lunar iba a ser retransmitido a partir de la señal que llegase a la estación de seguimiento de Goldstone (California, EE. UU.), perteneciente a la Red del Espacio Profundo, pero la señal no era buena y se optó por la mejor ubicación de las instalaciones de Fresnedillas de la Oliva, que retransmitieron la llegada y los primeros minutos del paseo lunar y sirvieron de apoyo durante todo el viaje de ida y vuelta.  el observatorio Parkes y el de Goldstone fueron utilizados de nuevo durante el resto del paseo lunar, según iba rotando la Tierra.
El 24 de julio, los tres astronautas lograron un perfecto amerizaje en aguas del océano Pacífico, poniendo fin a la misión.

## Cronología del vuelo

### Despegue del Apolo 11
El 13 de julio, tres días antes del lanzamiento, se comenzó la carga de queroseno tipo RP-1 en la primera etapa del Saturno V. El 15 de julio, tan solo ocho horas antes de la hora prevista para el lanzamiento para evitar pérdidas por evaporación, se procedió al bombeo de oxígeno líquido (LOX) e hidrógeno líquido (LH2) en los tanques de las tres etapas del cohete. Estos últimos propelentes son almacenados a altas presiones y a bajas temperaturas, por lo que se los denomina genéricamente criogénicos.

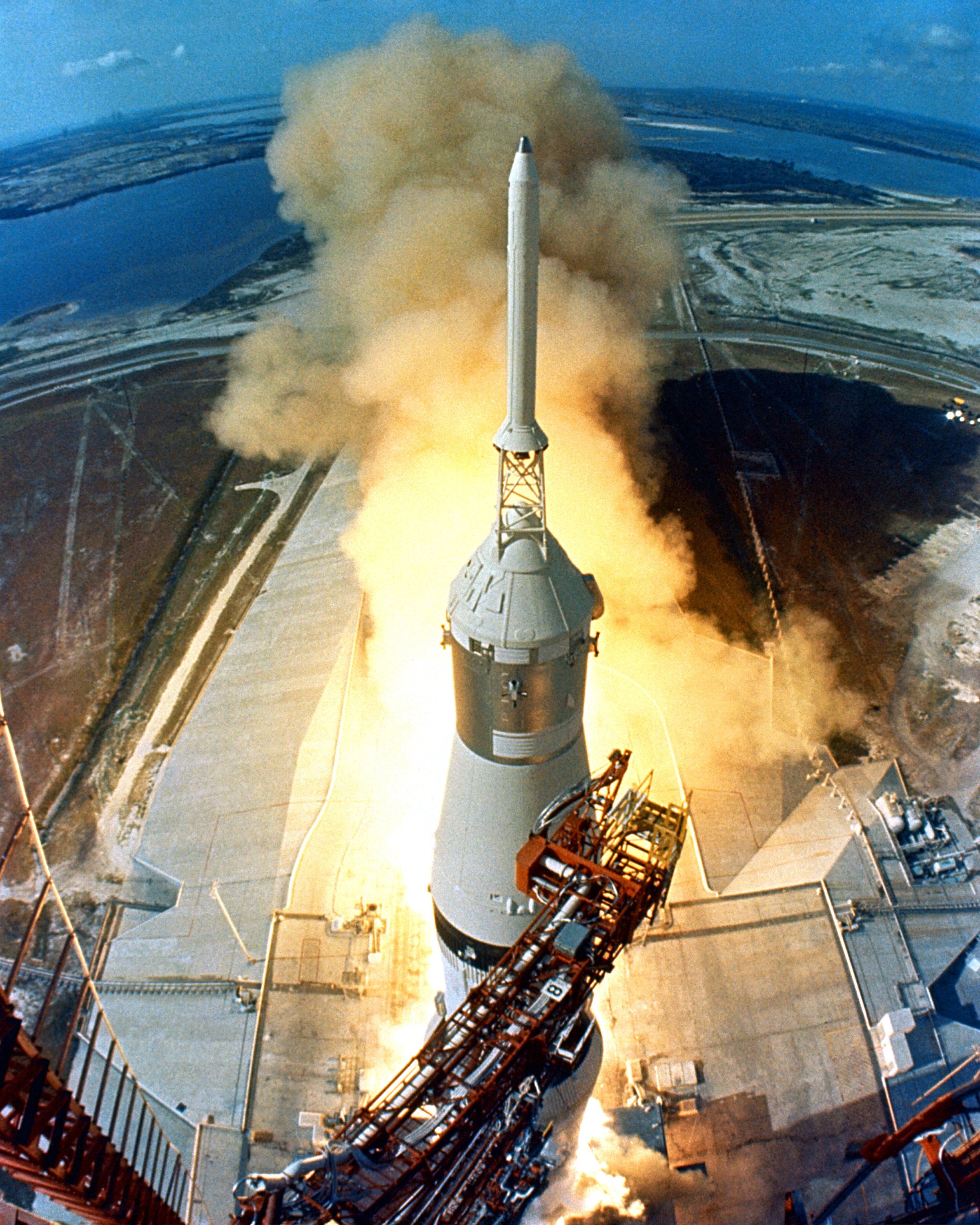
El Saturno V despega.

El 16 de julio, los astronautas Neil Armstrong, Edwin Aldrin y Michael Collins fueron trasladados hasta la nave para proceder a su posterior lanzamiento. Mientras tanto, el ordenador del Complejo 39 realizaba las últimas comprobaciones y supervisa que todos los sistemas funcionan. El director de vuelo, Gene Kranz, verificó las recomendaciones del ordenador y consultó a los miembros de su equipo. Entonces comenzaba la secuencia de ignición.
El Apolo 11 despegó el 16 de julio de 1969 a las 13:32:00 UTC (9:32:00 EDT). Los cohetes Saturno V constaban de varias fases que se iban desprendiendo de la nave una vez que consumían su combustible. Cuando los cinco motores F-1 de la primera etapa S-IC se encendían, los sistemas de refrigeración se encargaban de arrojar varias toneladas de agua sobre la estructura metálica del cohete para protegerla del calor. Con la enorme vibración se desprendió la escarcha que recubre el cohete, escarcha producida por el efecto de las bajísimas temperaturas a las que se mantienen los propergoles dentro de los tanques.
Cuando el Saturno V alcanzó el 95 % de su empuje total, los cuatro ganchos que retienen el cohete saltaron hacia atrás; con una ligera sacudida el cohete se despegó de la plataforma y comenzó a elevarse, mientras los cinco últimos brazos de la plataforma se desplazaban hacia un lado para no entorpecer el lanzamiento del cohete. Para entonces los motores F-1 ya consumían quince toneladas de combustible por segundo.

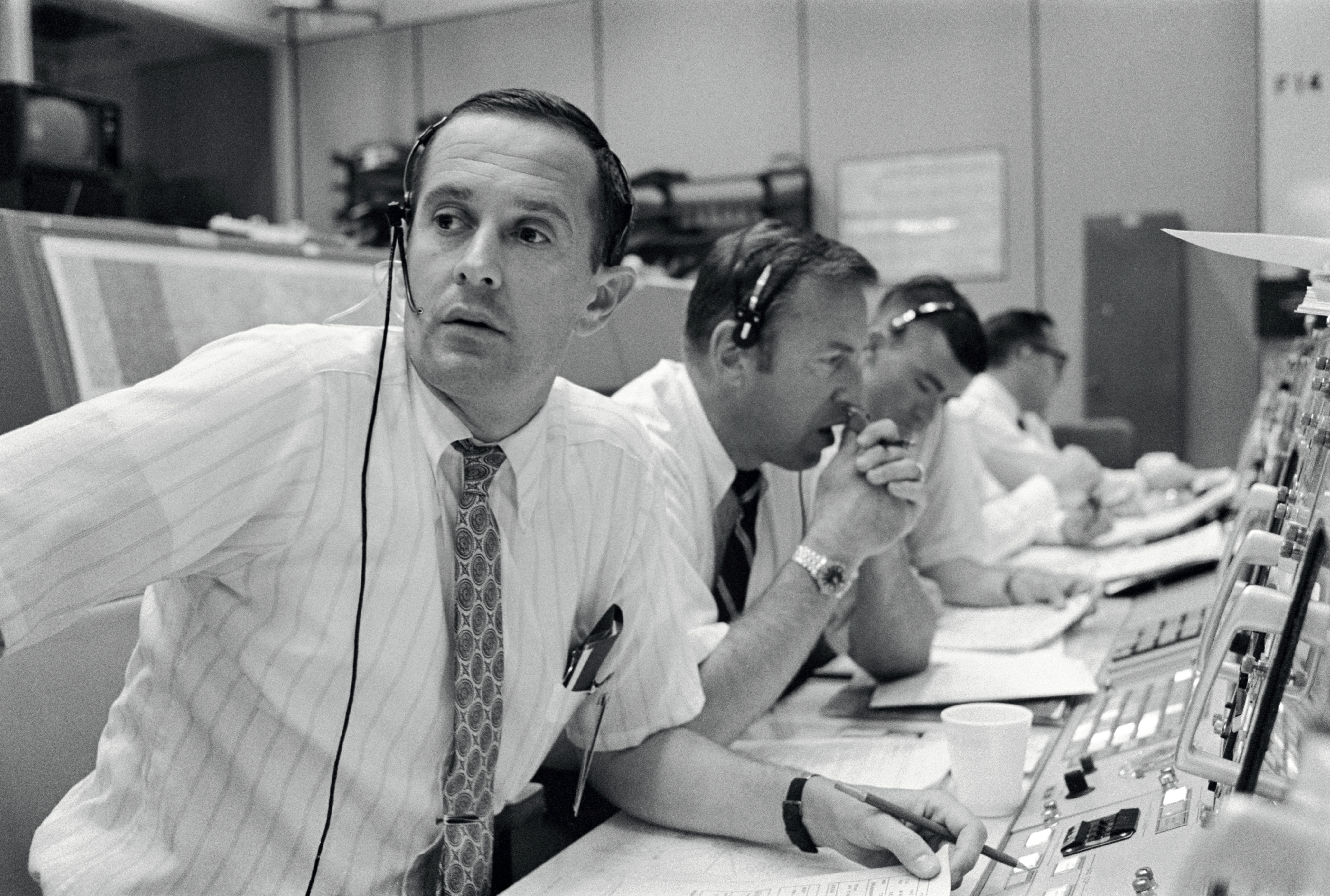
El astronauta Charles Duke actúa como controlador de vuelo (CAPCOM) del Apolo 11 en el Centro Espacial Lyndon B. Johnson en Houston, Texas, EE. UU.

Durante la misión la tripulación establecería contacto verbal con el centro de control en Houston, ya que una vez que el Saturno V despega, Cabo Cañaveral traspasa el control a Houston.
Ciento sesenta segundos después del despegue, los motores de cebado de la segunda etapa se pusieron en marcha después de que los cinco motores F-1 de la primera etapa agotaran su combustible y ésta se hubiese desprendido del cohete. Así comenzó la ignición de la segunda etapa S-II, constada de cinco motores J-2 cuya tarea era que el Saturno V siguiera ganando altura cada vez a mayor velocidad.
Alrededor de treinta segundos después se produjo la separación del anillo interetapa que separaba la primera y segunda etapas y la separación de la torre de escape de emergencia junto con la cubierta protectora del módulo de mando, ya que el Saturno V no presentaba problemas técnicos y podía continuar con su salida del campo gravitatorio terrestre.
Nueve minutos después del lanzamiento, los cinco motores J-2 se apagaron y la segunda etapa se separó del resto de la nave. Después las turbo bombas de la tercera etapa enviaron combustible a su único motor J-2, el mecanismo de ignición se disparó y el cohete aceleró para iniciar la inserción en órbita terrestre. Doscientos segundos después el motor se apagó y los astronautas comenzaron a notar los efectos de la microgravedad. El Apolo 11 estaba en órbita.
Si bien nunca hubo un fallo de despegue en el confiable cohete Saturno V, de todas formas los ingenieros de la NASA tenían temor a una posible explosión en el momento del lanzamiento. Por esa razón, los espectadores vip que asistieron a Cabo Cañaveral fueron ubicados a 5,6 kilómetros de la plataforma de despegue. Esa medida no era casual: los técnicos habían calculado la cantidad de combustible que podía llegar a explotar y la distancia máxima a la que llegarían los fragmentos ante una eventual explosión, unos 4,8 kilómetros.

### Trayecto de la Tierra a la Luna

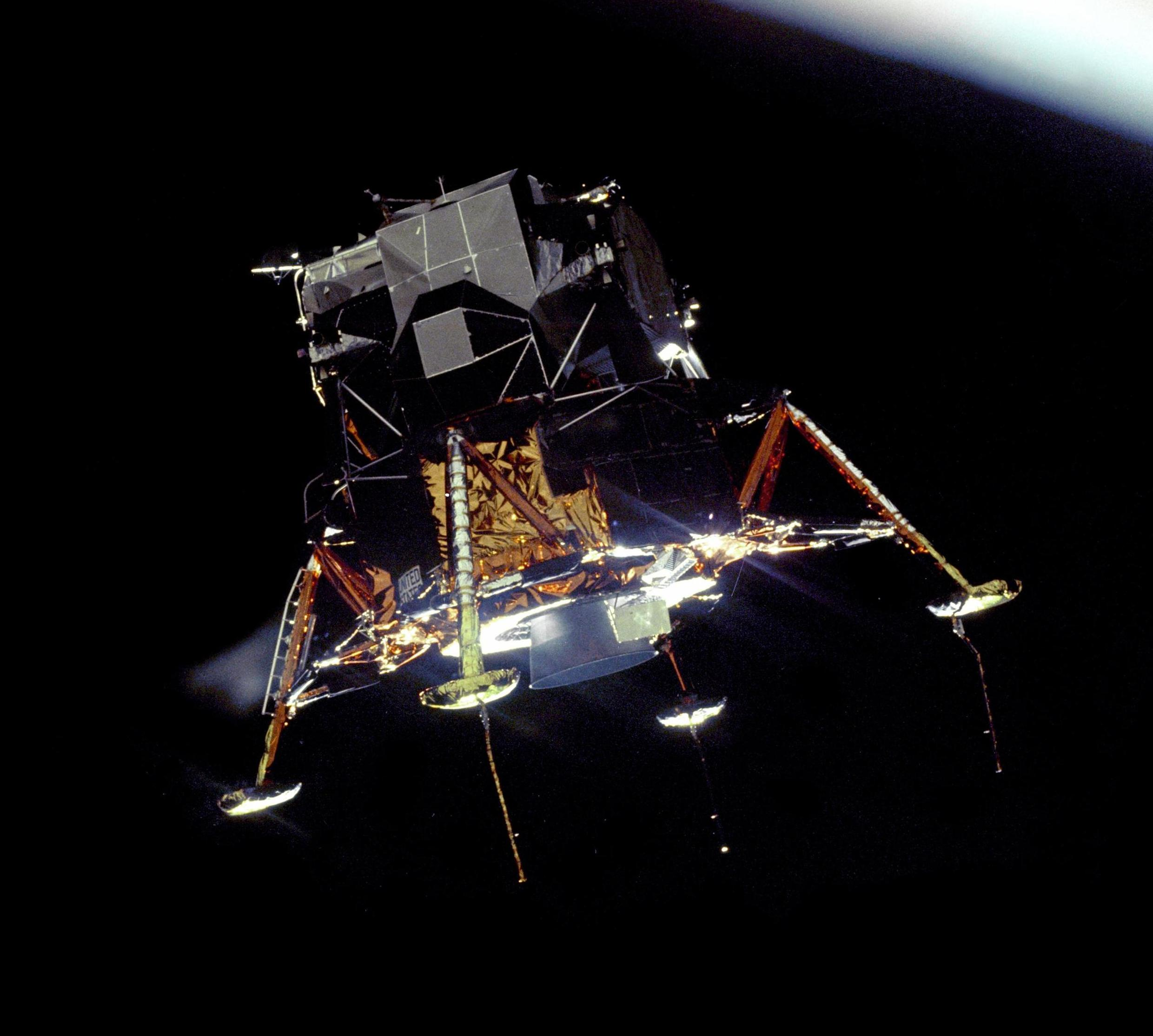
El módulo lunar desacoplado del Columbia.

El módulo de mando y el módulo lunar permanecían aún unidos a la tercera etapa denominada S-IV B. Según las normas de las misiones lunares, las naves Apolo deben permanecer 3 horas en una órbita llamada órbita de aparcamiento a 215 km de altura. La tripulación emplea este tiempo en estibar los equipos, calibrar instrumentos y seguir las lecturas de navegación para comprobar que la trayectoria que siguen es la correcta.
En el control de misión verifican la localización de la nave, dan instrucciones a los astronautas y reciben los datos de quince estaciones de rastreo repartidas por todo el planeta, que han de estar perfectamente coordinadas. 
Una vez que el Apolo 11 había completado la segunda órbita a la Tierra y los astronautas terminaron de realizar sus tareas, Houston dio la orden para ponerlo rumbo a la Luna. Después de orientarse de forma precisa, la tercera etapa puso en marcha su motor con las sesenta toneladas de combustible que aún permanecen en los tanques. El cohete aceleró gradualmente hasta alcanzar los 45 000 km/h. Esta maniobra recibe el nombre de inyección trans-lunar, y por su dificultad es el segundo punto crítico de la misión, ya que comienza a aprovecharse la gravedad lunar para impulsar a los astronautas.
Cuando se agota el combustible de la tercera etapa, comienza otra parte crítica de la misión. El módulo lunar permanece oculto bajo un carenado troncocónico entre la tercera etapa y el módulo de servicio. Había que iniciar la maniobra de transposición y colocar al LEM delante del módulo de mando. El carenado que protege al LEM se fragmentó en cuatro paneles usando pequeños detonadores explosivos similares a los que se usan para separar las sucesivas etapas agotadas. El LEM se separaba del S-IV B y tras una complicada maniobra que ejecuta la tripulación utilizando los propulsores de posición RCS quedan los dos vehículos ensamblados. Esta maniobra dura alrededor de una hora. Después se desprende la tercera etapa y se prosigue con la misión.

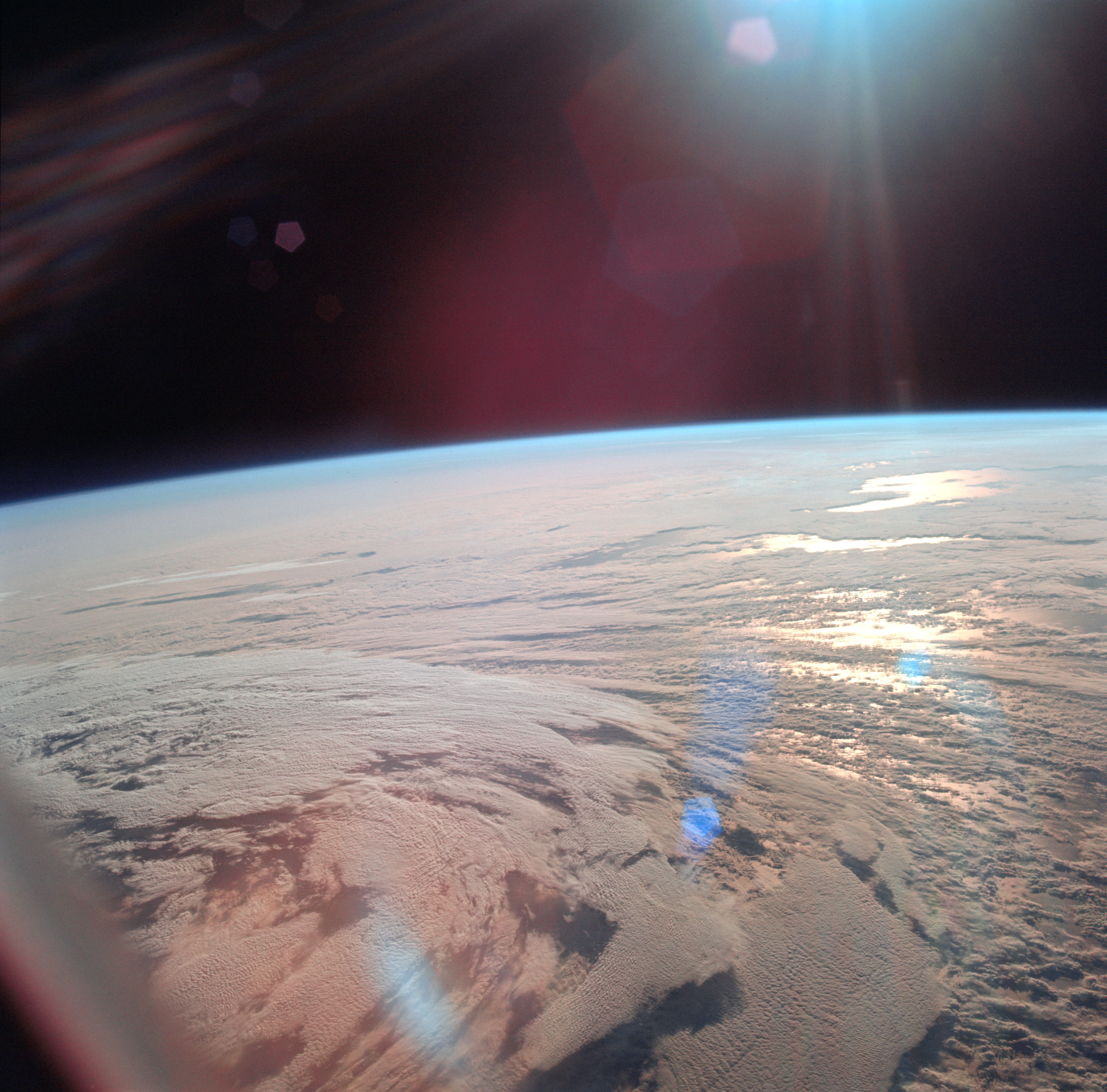
El planeta Tierra visto desde el Apolo 11.

La misión Apolo 11 realizaría durante tres días la supervisión de los aparatos de navegación, las correcciones de medio rumbo y las comprobaciones de los diversos instrumentos. Durante dos días, el Apolo 11 vería reducida su velocidad regularmente debido a la atracción gravitatoria de la Tierra, tras llegar a la gravisfera lunar, situada a las cinco sextas partes del recorrido entre la Tierra y la Luna, el vehículo, que avanzaba a una velocidad de 3700 km/h, comenzó de nuevo a acelerar hasta los 9000 km/h, atraído por la gravedad lunar. El Apolo 11 se encaminaba a esta velocidad hacia la Luna en una trayectoria denominada trayectoria de regreso libre, la cual permite a la nave pasar orbitando por detrás de la Luna y volver a la Tierra sin que sea necesario efectuar un encendido de motor en caso de que se necesitase abortar la misión antes o durante la entrada en órbita lunar, como pasó posteriormente en la misión Apolo 13.
El cuarto punto crítico de la misión es la ejecución de una maniobra conocida como inserción en órbita lunar o LOI. Esta maniobra se realizaba en la cara oculta de la Luna cuando no había comunicación posible con Houston y consiste en un encendido de motor para efectuar un frenado y colocarse así en órbita lunar.
Desde tres inyectores distintos, comienzan a salir tres productos químicos distintos para mezclarse en la cámara de combustión e iniciar el frenado denominado frenado hipergólico. Estos tres productos, (hidracina, dimetilhidrazina y tetróxido de nitrógeno), se llaman hipergólicos por su tendencia a detonar por contacto. A diferencia de los combustibles sólidos, los criogénicos o el keroseno, que necesitan una chispa o fuente de calor para iniciar su ignición, el combustible hipergólico lo hace espontáneamente al mezclarse los productos entre sí, sin necesidad de energía de activación. Este combustible es empleado por el Apolo 11 para todas sus maniobras una vez ha desechado la tercera etapa que utiliza combustible criogénico (LOX y LH2).
La ignición duró cuatro minutos y se apagó automáticamente. El comandante Neil Armstrong verificó en el panel de control del módulo de mando la lectura de Delta-v o variación de velocidad y observó que el frenado hipergólico había situado al Apolo 11 a una velocidad correcta para abandonar la trayectoria de regreso libre y situarse en órbita lunar. También comprueba las lecturas del pericintio; esto es, el máximo acercamiento a la superficie lunar, y el apocintio, que es el máximo alejamiento. Las lecturas indicaban que el Apolo 11 orbitaba la Luna con un pericintio de 110 km y un apocintio de 313 km. En un par de revoluciones ajustarían la órbita hasta convertirla en una circunferencia casi perfecta. Poco más de media hora después de desaparecer por el hemisferio oculto del satélite, las comunicaciones con Houston se restablecieron y la tripulación confirmó que el Apolo 11 se encontraba orbitando la Luna.

### «El Águila se ha posado»

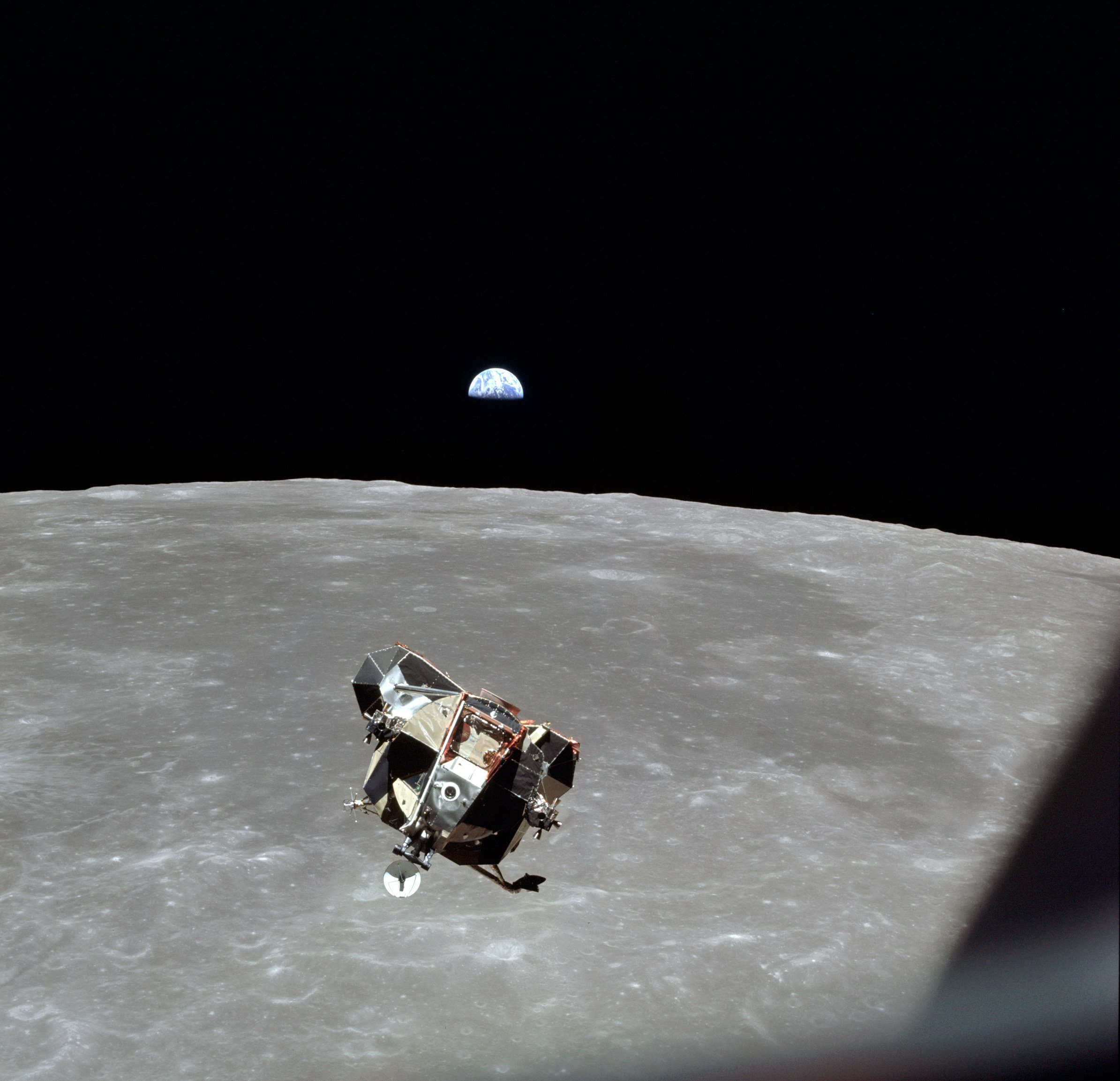
El Eagle se acerca al Columbia.

El comandante Neil Armstrong y el piloto del LEM Buzz Aldrin pasaron del módulo de mando al LEM. Completada la decimotercera órbita lunar y encontrándose en la cara oculta con las comunicaciones con Houston interrumpidas, Mike Collins, piloto del Columbia, accionó el mecanismo de desconexión y el Eagle comenzó a separarse de su compañero de viaje.
Con unos cuantos disparos de los propulsores de posición, el Columbia se retiró, permitiendo al Eagle realizar la complicada maniobra de descenso hacia la superficie lunar. Esta maniobra comenzó con un encendido de quince segundos con el motor trabajando al 10 %, seguido de quince segundos más al 40 %. Con este encendido consiguen abandonar la órbita de la Luna e iniciar una lenta trayectoria de caída hacia la superficie. 
El LEM seguía ahora una trayectoria de Hohmann casi perfecta y en unos cuantos minutos llegó a la vertical del lugar previsto para el alunizaje. A quince kilómetros de la superficie, el control de misión indicó que todo estaba listo para la maniobra de descenso final o PDI, consistente en activar por segunda vez el motor del LEM. 
Todos los sistemas funcionan con normalidad. Neil Armstrong disparó una corta ráfaga de impulsos con los propulsores de posición para realizar un proceso que se repite en todos los encendidos hipergólicos. Los propulsores de posición son accionados para empujar el combustible hipergólico al fondo del depósito y así eliminar burbujas o bolsas de aire en un proceso llamado merma. Tres segundos después, el motor principal del LEM entró en ignición y este funcionó al 10 % durante veintiséis segundos mientras el sistema de control automático estabilizaba correctamente la nave. Después el motor del LEM desplegó toda su potencia.
El ordenador trabajaba entonces según su programa 63 que es el modo totalmente automático. Siete minutos después de iniciada la secuencia de descenso y a una altura aproximada de seis kilómetros de la superficie, Neil Armstrong introdujo en el ordenador el programa número 64. Con este programa, el empuje del motor descendía hasta un 57 % y el LEM se situaba en posición vertical respecto a la superficie de la Luna. El sitio exacto de alunizaje se encuentra a menos de veinte kilómetros al oeste. Aproximadamente en esos momentos, el oficial de guiado comunicó al director de vuelo que el LEM viaja a más velocidad de la programada. Este hecho podía causar el aborto del alunizaje, pero el director de vuelo decidió seguir con los procedimientos de alunizaje.
Debido a esto, el LEM sobrepasó el lugar donde debería haber alunizado. Al parecer, el ordenador les estaba conduciendo hacia un gran cráter con rocas esparcidas a su alrededor que causarían serios daños al módulo si el alunizaje se produjese en esa zona. Armstrong desconectó el programa 64 e introdujo el 66. Este programa de control semiautomático controlaba el empuje del motor, pero dejaba en manos de la tripulación el movimiento de traslación lateral del LEM. El comandante deslizó el módulo lunar en vertical por la superficie buscando un lugar adecuado para el alunizaje mientras Aldrin le iba leyendo los datos del radar y el ordenador. El LEM perdía altura gradualmente. A menos de dos metros de la superficie, una de las tres varillas sensoras que colgaban de las patas del LEM, tocó el suelo.
El Eagle recorrió el último metro en una suave caída gracias a la débil gravedad lunar. El terreno resistió bien el peso del aparato y todos los sistemas funcionaban correctamente. 

Houston, Tranquility Base here. The Eagle has landed.
Houston, aquí Base Tranquilidad. El Águila se ha posado.

En Houston eran las 15:17 del 20 de julio de 1969 (las 20:17:39 UTC). El Eagle estaba posado sobre la superficie del satélite. En el momento del contacto, el motor de descenso poseía solo unos 30 segundos de combustible restante, alunizando a 38 m de un cráter de 24 m de diámetro y varios de profundidad.

### Primer hombre en la Luna
El 20 de julio de 1969 la misión estadounidense Apolo 11 colocó a los primeros humanos en la Luna: el comandante Neil Armstrong y el piloto Edwin F. Aldrin. Cuando el módulo Eagle alunizó en el Mar de la Tranquilidad las imágenes en vivo se siguieron en televisión por unas 600 millones de personas. 
La quinta misión de la serie de vuelos tripulados Apolo inició la exploración humana de la Luna. Los astronautas recorrieron el terreno durante más de dos horas recogiendo 22 kilogramos de muestras de suelo y rocas lunares e instalando instrumental científico para detección de sismos, partículas solares y un reflector láser.
Un total de 6 misiones espaciales llegaron a la luna y 12 astronautas caminaron sobre ella. El último de ellos, Eugene Cernan, lo hizo en diciembre de 1972.
El astronauta Buzz Aldrin era presbiteriano y pidió permiso a su iglesia para consagrarse a sí mismo una comunión al alunizar. Aldrin llevó un pequeño kit religioso compuesto por una hostia y un poco de vino. Comulgó con ellos poco después de aterrizar y decir unas palabras.[cita requerida]
Mientras llevaron puesto el traje no lo notaron, pero al quitarse el casco dentro del módulo lunar, los astronautas de la Apolo 11 notaron un detalle inesperado. El polvo lunar que habían traído en sus botas y trajes desprendía un olor intenso y muy desagradable que les recordaba a la pólvora. La composición química del polvo lunar es muy distinta de la pólvora, así que el origen de ese olor sigue siendo un misterio. Se cree que fue algún tipo de reacción que se activó al entrar en contacto con el aire húmedo de la cápsula y después se disipó.

### Un gran salto
Al sur del Mare Tranquilitatis y a unos noventa kilómetros al este de dos cráteres casi gemelos denominados Ritter y Sabine, concretamente en las coordenadas 0° 40′ 27″ N y 23° 28′ 23″ E; es donde se hallaba en esos momentos la base lunar, denominada Tranquillitatis Statio, consistente en el LEM y su tripulación. Realizadas las comprobaciones pertinentes, Armstrong solicitó permiso para efectuar los preparativos de la primera actividad extravehicular o EVA. Houston lo autorizó.
Seis horas y media después del alunizaje, los astronautas estaban preparados para salir del LEM. El primero en hacerlo es Armstrong, quien mientras desciende por las escaleras activa la cámara de televisión que retransmitirá imágenes a todo el mundo. Una vez hecho esto, describió a Houston lo que veía a su alrededor, y al pisar el suelo a las 2:56 del 21 de julio de 1969 (hora internacional UTC), dijo la famosa frase: "Este es un pequeño paso para un hombre, pero un gran salto para la Humanidad".

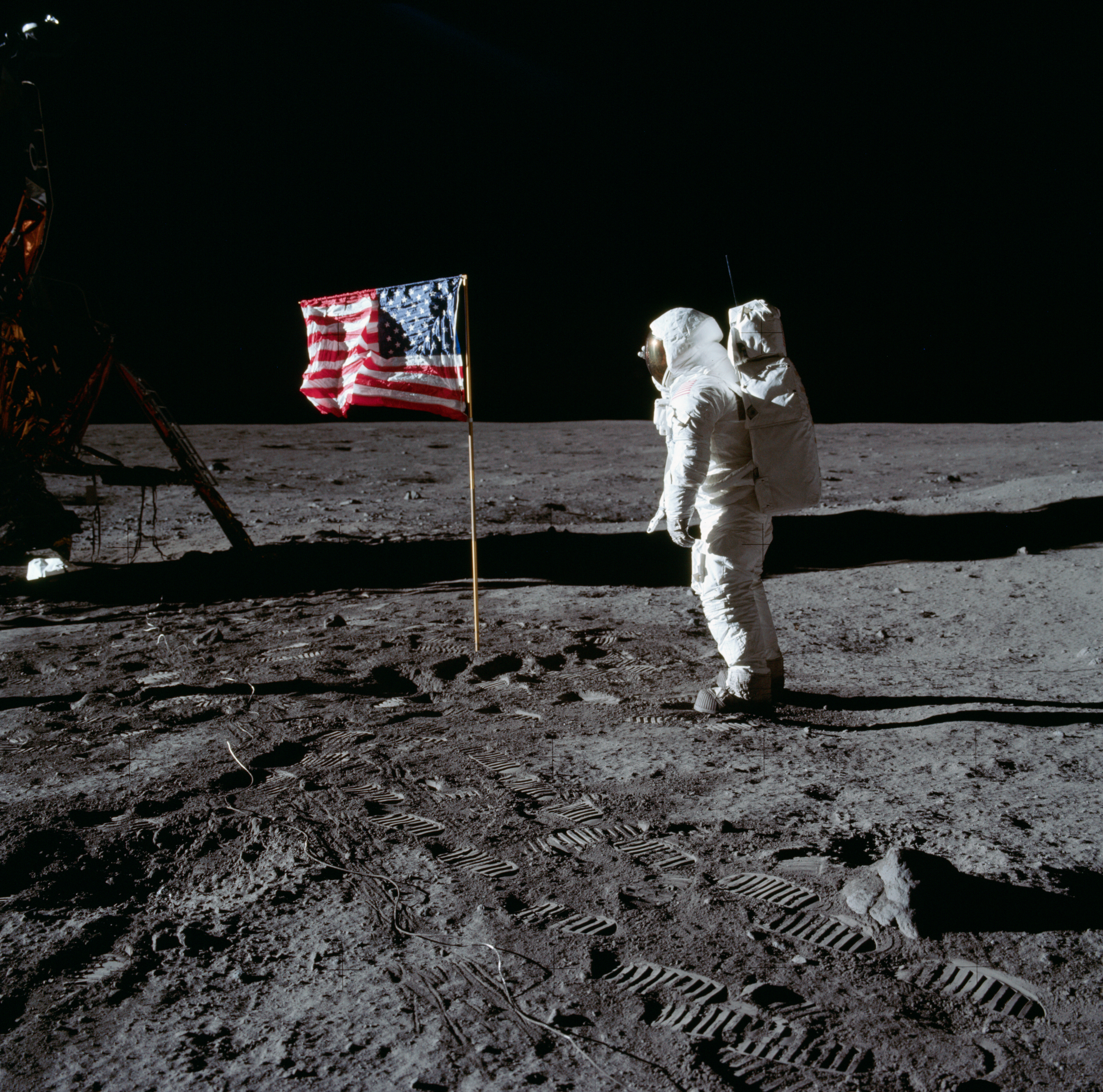
Aldrin saluda la bandera.

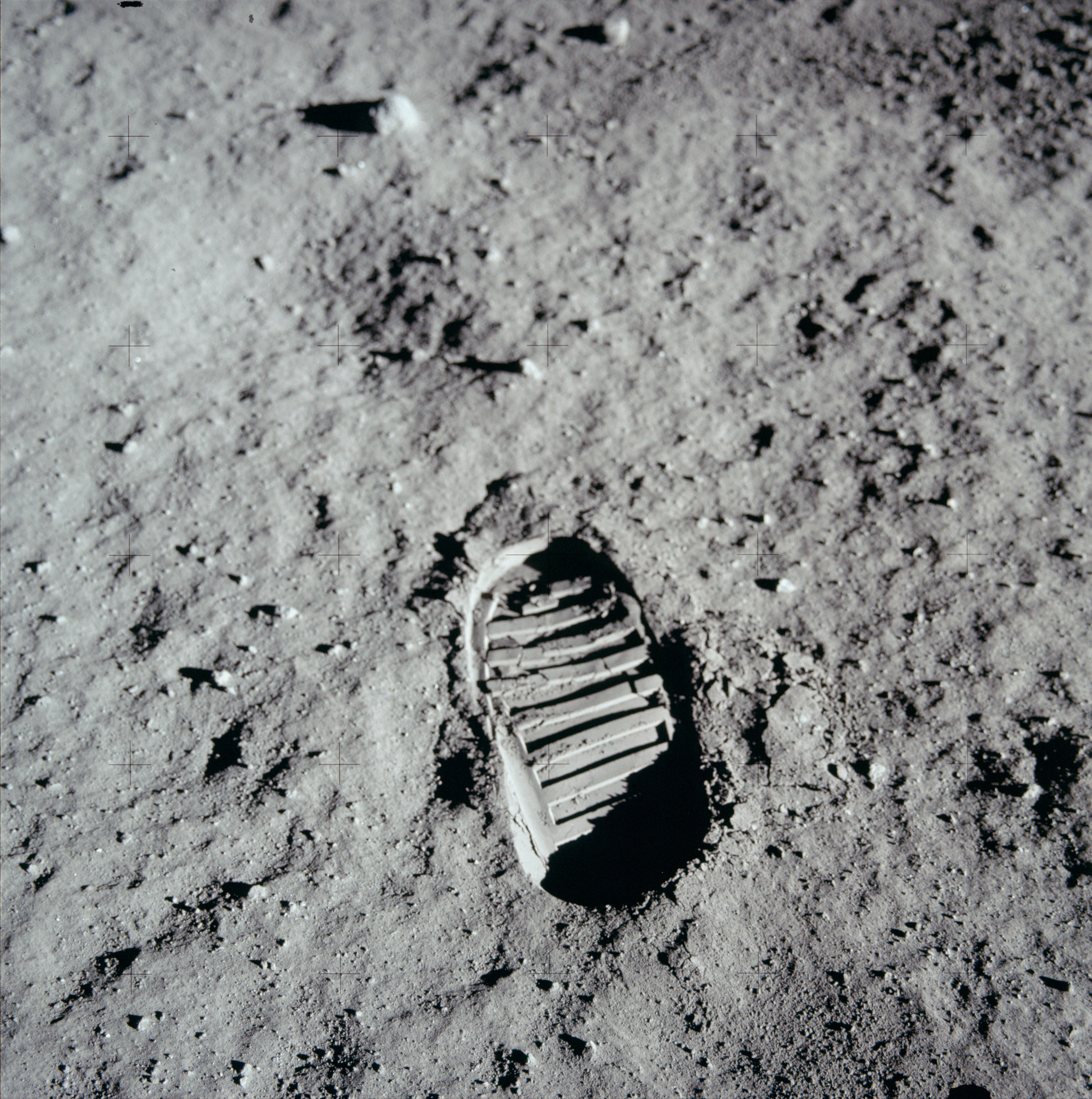
Huella del astronauta Buzz Aldrin.

El reloj de Houston señalaba las 22:56. En un primer momento, por seguridad, los astronautas iban unidos a un cordón enganchado al LEM. Al ver que no corrían ningún peligro se deshicieron de él. Armstrong y Aldrin tenían expresas instrucciones de no cerrar la puerta o escotilla del Apolo 11. La debieron dejar entrecerrada, ya que no contaba con una manija en su parte exterior. 
Armstrong tomó fotografías del paisaje aledaño y más tarde muestras del suelo lunar. Entretanto Buzz Aldrin se preparó para salir del LEM de la misma manera que su comandante, el segundo de a bordo bajó por la escala, contempló su alrededor y a continuación ambos intercambiaron:

Armstrong: Una vista magnífica ahí fuera.

Aldrin: Magnífica desolación.

Los astronautas se percataron de la baja gravedad y comenzaron a realizar las tareas que les habían encomendado, instalar los aparatos del ALSEP, descubrir una placa con una inscripción que conmemora la efeméride, después el comandante instaló una cámara de televisión sobre un trípode a veinte metros del LEM. Mientras tanto, Aldrin instaló un detector de partículas nucleares emitidas por el Sol, esto es una especie de cinta metalizada sobre la que incide el viento solar que posteriormente deberían trasladar al LEM para poder analizarla en la Tierra al término de la misión. Más tarde, ambos desplegaron una bandera estadounidense, no sin cierta dificultad para clavarla en el suelo selenita e iniciaron una conversación telefónica con el presidente de los Estados Unidos, Richard Nixon:
Hola Neil y “Buzz”', les estoy hablando por teléfono desde el Despacho Oval de la Casa Blanca y seguramente ésta sea la llamada telefónica más importante jamás hecha, porque gracias a lo que han conseguido, desde ahora el cielo forma parte del mundo de los hombres y como nos hablan desde el Mar de la Tranquilidad, ello nos recuerda que tenemos que duplicar los esfuerzos para traer la paz y la tranquilidad a la Tierra. En este momento único en la historia del mundo, todos los pueblos de la Tierra forman uno solo. Lo que han hecho los enorgullece y rezamos para que vuelvan sanos y salvos a la Tierra.
Armstrong contesta al presidente:
Gracias, señor presidente, para nosotros es un honor y un privilegio estar aquí. Representamos no solo a los Estados Unidos, sino también a los hombres de paz de todos los países. Es una visión de futuro. Es un honor para nosotros participar en esta misión hoy.

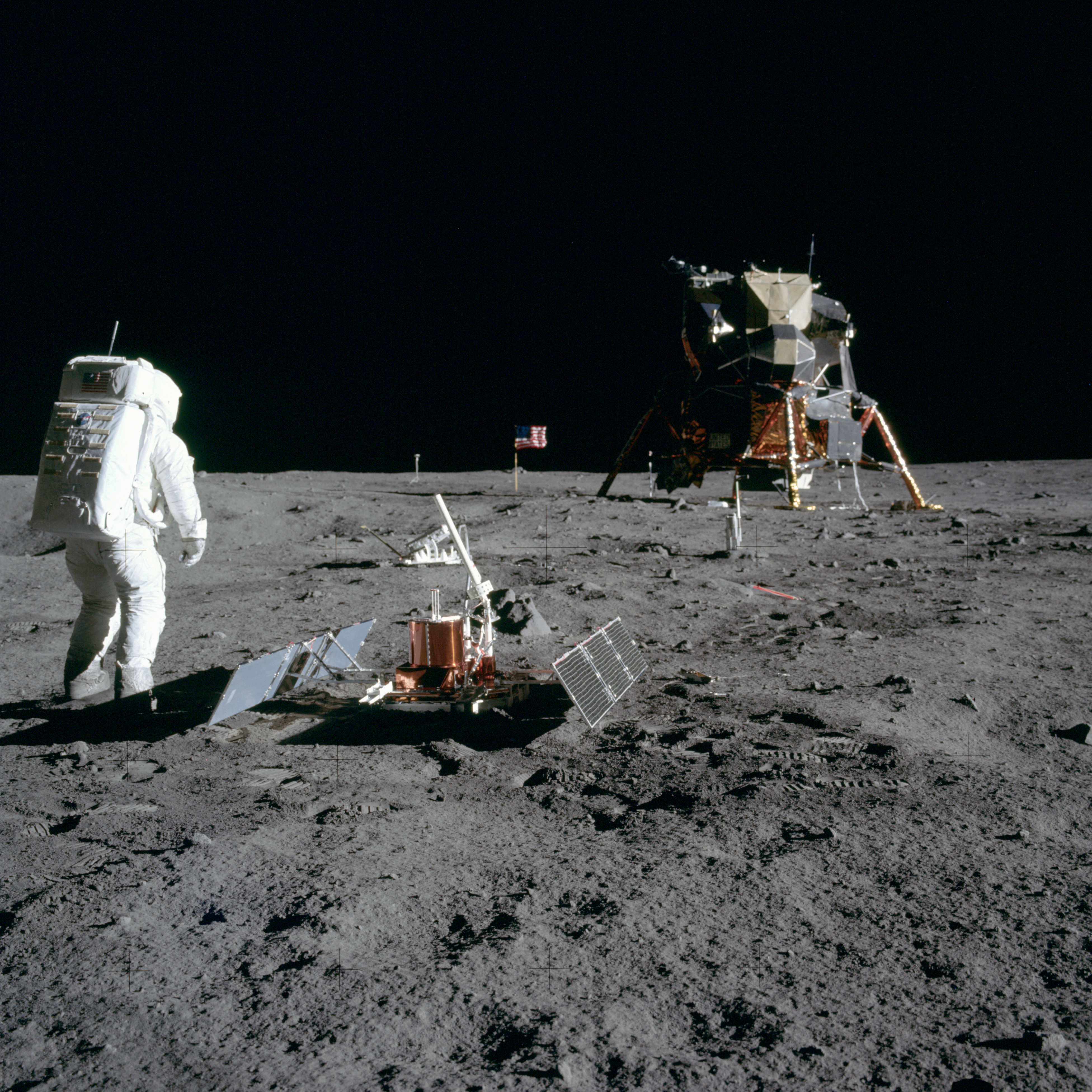
El astronauta Buzz Aldrin en la superficie lunar con el módulo lunar (LM) Eagle durante la actividad extravehicular del Apolo 11 (EVA).

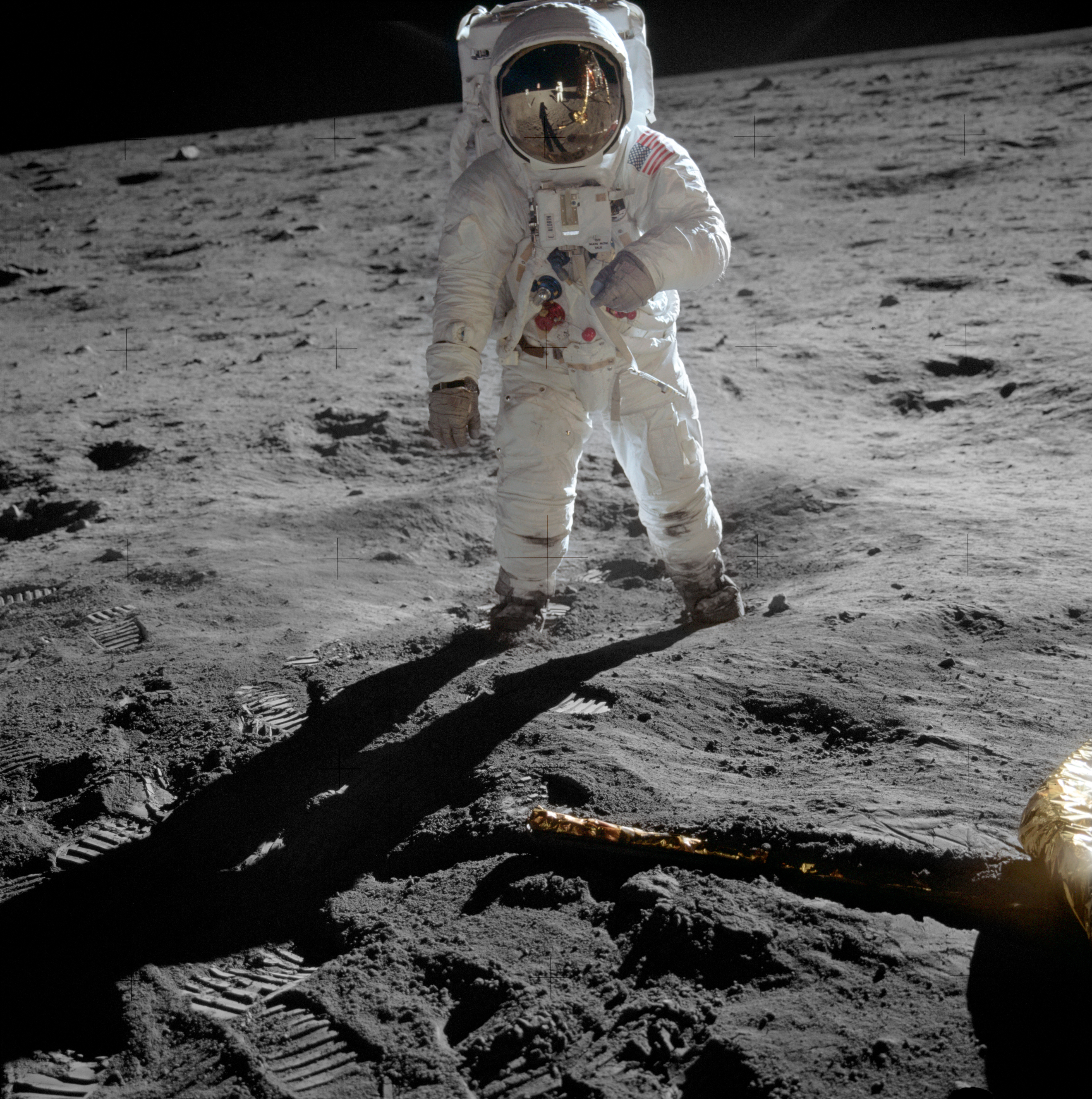
Fotografía de Buzz Aldrin por Neil Amstrong tomada con una cámara de 70 mm.

Por último, instalan a pocos metros del LEM un sismómetro para conocer la actividad sísmica de la Luna y un retrorreflector de rayos láser para medir con precisión la distancia que hay hasta nuestro satélite.
Mientras esto sucede, Michael Collins seguía en órbita en el módulo de mando y servicio con un ángulo muy rasante. Cada paso en órbita, de un horizonte a otro, solo duraba seis minutos y medio, pero desde semejante altura no era capaz de ver a sus compañeros. 
Cada dos horas veía cómo cambia la Luna y también observó cómo orbitaba debajo de su cápsula la sonda soviética Luna 15 en dos ocasiones.
La EVA duró más de 2 horas, durante las cuales los astronautas realizaron importantes experimentos científicos: instalaron un ALSEP con varios experimentos, una bandera estadounidense de 100 por 52 cm, colocaron un disco con los mensajes y saludos de varias naciones del mundo, las medallas recibidas de las familias de Yuri Gagarin y Vladímir Komarov, las insignias del Apolo en recuerdo de Virgil Grissom, Edward White y Roger Chaffee, fallecidos en el incendio de la nave Apolo 1, sellaron con un tampón el primer ejemplar del nuevo sello de correos de 10 centavos y recogieron 22 kg de rocas lunares.
El primero en regresar al módulo lunar es Aldrin, al que siguió Armstrong. Mientras llevaron puesto el traje no lo notaron, pero al quitarse el casco dentro del módulo lunar, los astronautas de la Apolo 11 notaron un detalle inesperado. El polvo lunar que habían traído en sus botas y trajes desprendía un olor intenso y muy desagradable que les recordaba a la pólvora. El polvo lunar no tiene ni de lejos la misma composición que la pólvora, así que el origen de ese olor sigue siendo un misterio. Se cree que fue algún tipo de reacción que se activó al entrar en contacto con el aire húmedo de la cápsula y después se disipó.

### Regreso a la Tierra
Pasadas 13 horas se produjo el despegue. A las 19:34 del 21 de julio, el módulo de ascenso se elevó desde la Luna hacia su cita con el CSM. Siete minutos después del despegue, el Eagle entró en órbita lunar a cien kilómetros de altura y a quinientos kilómetros del Columbia. Lentamente y utilizando los propulsores de posición RCS, se acercaron ambos vehículos hasta que tres horas y media después volaban en formación. El comandante efectuó la maniobra final con el Eagle y giró para encararse con el Columbia. Se acercó hasta que los garfios de atraque actuaron y ambos módulos quedaron acoplados. El módulo de ascenso es abandonado, y con el tiempo caería sobre la superficie lunar, debido a la inestabilidad de su órbita por las irregularidades de la superficie lunar y, por tanto, de su campo gravitatorio.
El transbordo de las muestras y la desconexión de parte de los sistemas del módulo Eagle, ocupó a la tripulación durante dos horas, y cuando se situaron en sus puestos, se prepararon para abandonar al Eagle en la órbita de la luna. A las 6:35 del 22 de julio encendieron los motores del módulo iniciando el regreso a la Tierra. Es la maniobra denominada inyección trans-tierra, que consiste en un encendido hipergólico de dos minutos y medio y que situó al Columbia en una trayectoria de caída hacia la Tierra que concluiría en sesenta horas.
Durante el viaje de regreso se realizaron leves correcciones de rumbo.

### Amerizaje
Houston les informó de posibilidades de temporal en la zona prevista para el amerizaje, por lo cual redirigieron al Apolo 11 a una zona con tiempo estable, concretamente a 1500 km al sudoeste de las islas Hawái, donde serían recogidos en el océano Pacífico por los tripulantes del portaaviones USS Hornet, un veterano de la Segunda Guerra Mundial.

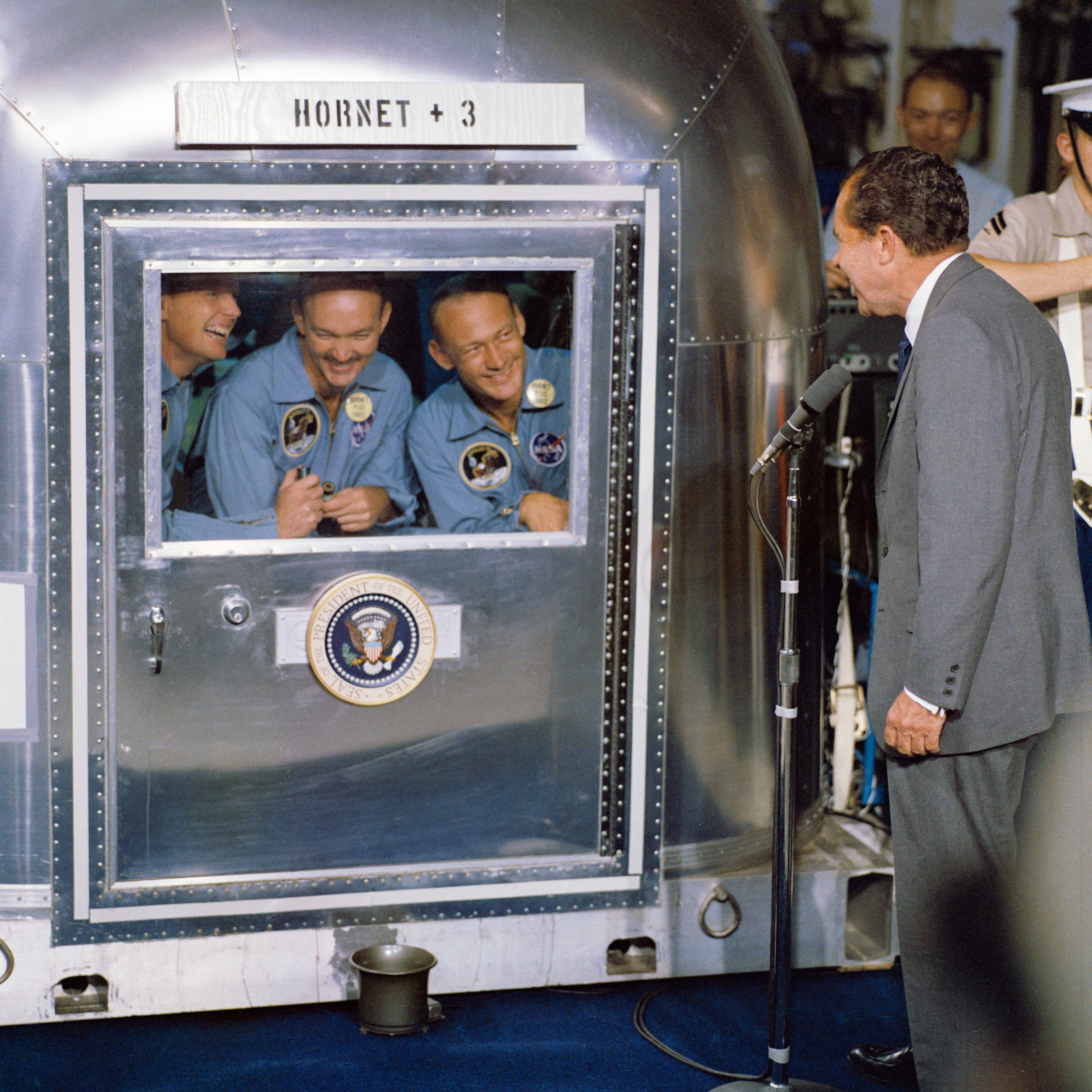
Los astronautas, en cuarentena, reciben la visita del presidente Richard Nixon.

Los equipos de recuperación se prepararon para recoger a la tripulación del Apolo 11. A unos kilómetros por encima, el módulo de mando con la tripulación en él, se separó del módulo de servicio y se preparó para la reentrada. En esta parte de la misión no hacen falta motores de frenado debido principalmente a ondas de choque supersónicas provocando una reducción de la velocidad de la cápsula desde los 40 000 km/h iniciales a unos pocos cientos, de modo que puedan abrirse los paracaídas sin riesgo de rotura. 
Hay que tener en cuenta que la reentrada es un proceso en el que la inmensa energía cinética de la cápsula se disipa en forma de calor por su rozamiento con la atmósfera terrestre. Ésta se precipita como un meteoro llegando a una temperatura de unos 3000 °C. Por efecto de esta elevada temperatura, se forma una pantalla de aire ionizado que interrumpe totalmente las comunicaciones con la nave durante algunos minutos, período llamado velo negro. 
Unos minutos después de la pérdida de comunicaciones, se recibieron en Houston las primeras señales procedentes de la nave. A ocho kilómetros de altura se abrieron los dos primeros paracaídas para estabilizar el descenso. A tres kilómetros, estos eran reemplazados por tres paracaídas piloto y los tres paracaídas principales de veinticinco metros de diámetro. Por fin consiguieron amerizar a las 18:50 del 24 de julio, exactamente ocho días, tres horas, 18 minutos y 35 segundos después de que el Saturno V abandonara la rampa del Complejo 39. El amerizaje fue extremadamente preciso, arribando solo a 2 mn del punto previsto inicialmente. 
Esta misión fue un rotundo éxito para el gobierno estadounidense comandado por el presidente Richard Nixon, y un homenaje a su inductor, el presidente John F. Kennedy que no pudo disfrutar del mismo tras ser asesinado en 1963.

## Cronología de la misión
| Hora (UTC) | Fecha                | Tiempo transcurrido (hhh:mm:ss) | Evento |
| ---------- | -------------------- | ------------------------------- | --- |
| 13:32:00   | 16 de julio de 1969  | 000:00:00                       | Despegue |
| 13:34:41   | 16 de julio de 1969  | 000:02:41.63                    | Separación del tramo S1C y encendido por control remoto del tramo S2.                                                                           |
| 13:35:17   | 16 de julio de 1969  | 000:03:17.9                     | Separación de la torre de salvamento. |
| 13:41:15   | 16 de julio de 1969  | 000:09:15                       | Separación del tramo S2 y encendido por control remoto del motor S4-B. 1.ª decisión Go/No go.                                                   |
| 13:43:53   | 16 de julio de 1969  | 000:11:53                       | Corte del motor del tramo S4B y puesta en órbita de espera.                                                                                     |
| 16:16:16   | 16 de julio de 1969  | 002:44:16.2                     | Inicio del vuelo propulsado a la Luna. Encendido durante 307 s del motor del tramo S4B.                                                         |
| 16:22:13   | 16 de julio de 1969  | 002:50:13.03                    | Inyección translunar |
| 16:47:23   | 16 de julio de 1969  | 003:15:23.0                     | Separación del Módulo de Mando (CSM) de la etapa S4B                                                                                            |
| 16:56:03   | 16 de julio de 1969  | 003:24:03.7                     | CSM se acopla al Módulo Lunar (LM) |
| 17:49:03   | 16 de julio de 1969  | 004:17:03.0                     | CSM-LM se separan de la etapa S4B |
| 16:16:58   | 17 de julio de 1969  | 026:44:58.64                    | Corrección de trayectoria. Funcionamiento durante 3s del motor del Módulo de Servicio (SM) del Apolo.                                           |
| 17:21:50   | 19 de julio de 1969  | 075:49:50.37                    | Puesta en órbita lunar elíptica. Encendido durante 357 s del motor del S.M                                                                      |
| 21:43:36   | 19 de julio de 1969  | 080:11:36.75                    | Puesta en órbita circumpolar. Encendido durante 17 s del motor del S.M.                                                                         |
| 17:44:00   | 20 de julio de 1969  | 100:12:00.0                     | Desacoplamiento del módulo lunar del complejo Apolo.                                                                                            |
| 19:08:14   | 20 de julio de 1969  | 101:36:14                       | Encendido por inserción en órbita de descenso del Módulo Lunar (LM).                                                                            |
| 20:05:05   | 20 de julio de 1969  | 102:33:05.01                    | Encendido del motor de descenso accionado por LM.                                                                                               |
| 20:17:39   | 20 de julio de 1969  | 102:45:39.9                     | Alunizaje en el Mar de la Tranquilidad (0.67416°N 23.47314°E)                                                                                   |
| 02:39:33   | 21 de julio de 1969  | 109:07:33                       | Inicio de las actividades E.V.A |
| 02:54:00   | 21 de julio de 1969  | 109:22:00                       | Primera imagen clara de TV recibida desde la Luna.                                                                                              |
| 02:56:15   | 21 de julio de 1969  | 109:24:15                       | 1.er paso dado superficie lunar por Neil Armstrong (CDR) diciendo: “Este es un pequeño paso para un hombre... un gran salto para la humanidad”. |
| 03:11:57   | 21 de julio de 1969  | 109:39:57                       | Comienza la salida del Piloto de Módulo de Lunar (LMP), Buzz Aldrin a la Luna.                                                                  |
| 03:15:16   | 21 de julio de 1969  | 109:43:16                       | LMP pisa la superficie lunar y Buzz Aldrin se convierte en el segundo hombre en poner su huella en la Luna.                                     |
| 03:41:43   | 21 de julio de 1969  | 110:09:43                       | El Piloto del Módulo Lunar (LMP) y Comandante de Misión (CDR) despliegan la Bandera de Estados Unidos en la superficie lunar.                   |
| 05:11:13   | 21 de julio de 1969  | 111:39:13                       | Fin de las actividades E.V.A |
| 17:54:00   | 21 de julio de 1969  | 124:22:00.79                    | Despegue desde la Luna. Entra en funcionamiento el motor del módulo de ascenso del Módulo Lunar (LM)                                            |
| 21:35:00   | 21 de julio de 1969  | 128:03:00                       | El Módulo de Mando y Servicio se acopla con el Módulo Lunar. Armstrong y Aldrin pasan del LM al CSM.                                            |
| 22:52      | 21 de julio de 1969  | 129:20                          | El Módulo de Mando y Servicio se acopla con el Módulo Lunar. Armstrong y Aldrin pasan del LM al CSM.                                            |
| 23:17      | 21 de julio de 1969  | 129:45                          | El Módulo de Mando y Servicio se acopla con el Módulo Lunar. Armstrong y Aldrin pasan del LM al CSM.                                            |
| 23:41:31   | 21 de julio de 1969  | 130:09:31.2                     | Se desecha la etapa de ascenso del Módulo Lunar (LM)                                                                                            |
| 04:55:42   | 22 de julio de 1969  | 135:23:42.28                    | Encendido de inyección transtierra (SPS). |
| 20:01:57   | 22 de julio de 1969  | 150:29:57.4                     | Corrección de la trayectoria. Funcionamiento durante 10s de los cohetes de maniobra.                                                            |
| 16:21:12   | 24 de julio de 1969  | 194:49:12.7                     | Separación del Módulo de Comando (CM) del Módulo de Servicio (SM).                                                                              |
| 16:35:05   | 24 de julio de 1969  | 195:03:05.7                     | Reingreso en la atmósfera terrestre. |
| 16:35:45   | 24 de julio de 1969  | 195:03:45                       | Interrupción de las radiocomunicaciones por el recalentamiento producido por la fricción.                                                       |
| 16:44:06   | 24 de julio de 1969  | 195:12:06.9                     | Paracaídas Drogue desplegado |
| 16:50:35   | 24 de julio de 1969  | 195:18:35                       | Amerizaje en el Océano Pacífico (13°19′N 169°9′O)                                                                                               |
| 17:29      | 24 de julio de 1969  | 195:57                          | Salida de la tripulación. |
| 17:53      | 24 de julio de 1969  | 196:21                          | Tripulación a bordo del barco de recuperación.                                                                                                  |
| 17:58      | 24 de julio de 1969  | 196:26                          | La tripulación ingresó a la instalación de cuarentena móvil.                                                                                    |
| 06:00      | 28 de julio de 1969  | 280:28                          | La instalación de cuarentena móvil llegó a Ellington AFB, Houston.                                                                              |
| 10:00      | 28 de julio de 1969  | 284:28                          | Tripulación en el Laboratorio de Recepción Lunar, Houston                                                                                       |
|            | 10 de agosto de 1969 |                                 | Tripulación liberada de la cuarentena. |

## Placa conmemorativa

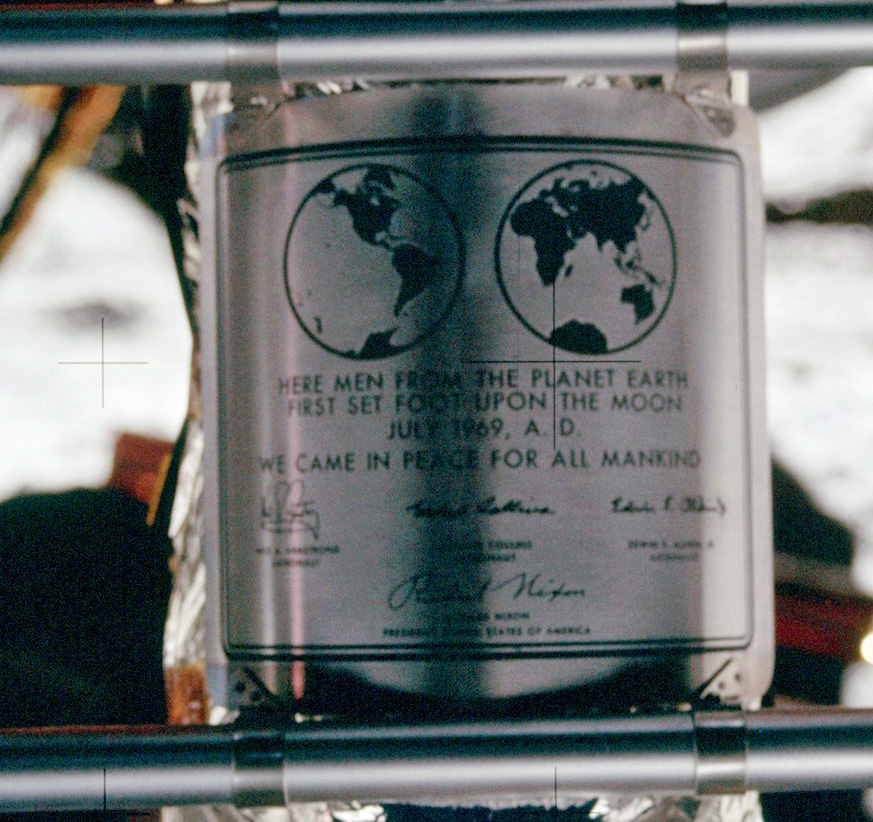
Placa conmemorativa.

Esta placa está colocada en una de las patas de la fase de aterrizaje del módulo lunar que todavía permanece allí. Está firmada por la tripulación del Apolo 11 (Neil Armstrong, Buzz Aldrin, Michael Collins) y por el entonces presidente de los Estados Unidos, Richard Nixon. La tipografía empleada en esta placa conmemorativa es la Futura.

Here Men From The Planet Earth First Set Foot Upon the Moon, July 1969 A.D. We Came in Peace For All Mankind. - President of the United States of America - Richard Nixon
Aquí, hombres del planeta Tierra pisaron por primera vez la Luna, julio de 1969 d.C. En nombre de la humanidad, vinimos en son de paz. - Presidente de los Estados Unidos de América - Richard Nixon

## Impacto social
600 millones de personas en todo el planeta presenciaron el alunizaje del Apolo 11 y en los meses consecutivos el impacto político, mediático y social fue enorme. La tripulación del Apolo 11 estuvo sometida a una apretada agenda de recepciones, desfiles, entrevistas y protocolo de Estado. Una gira mundial impulsada por el presidente Nixon llevó a la tripulación a visitar 24 países.

## Galería de imágenes

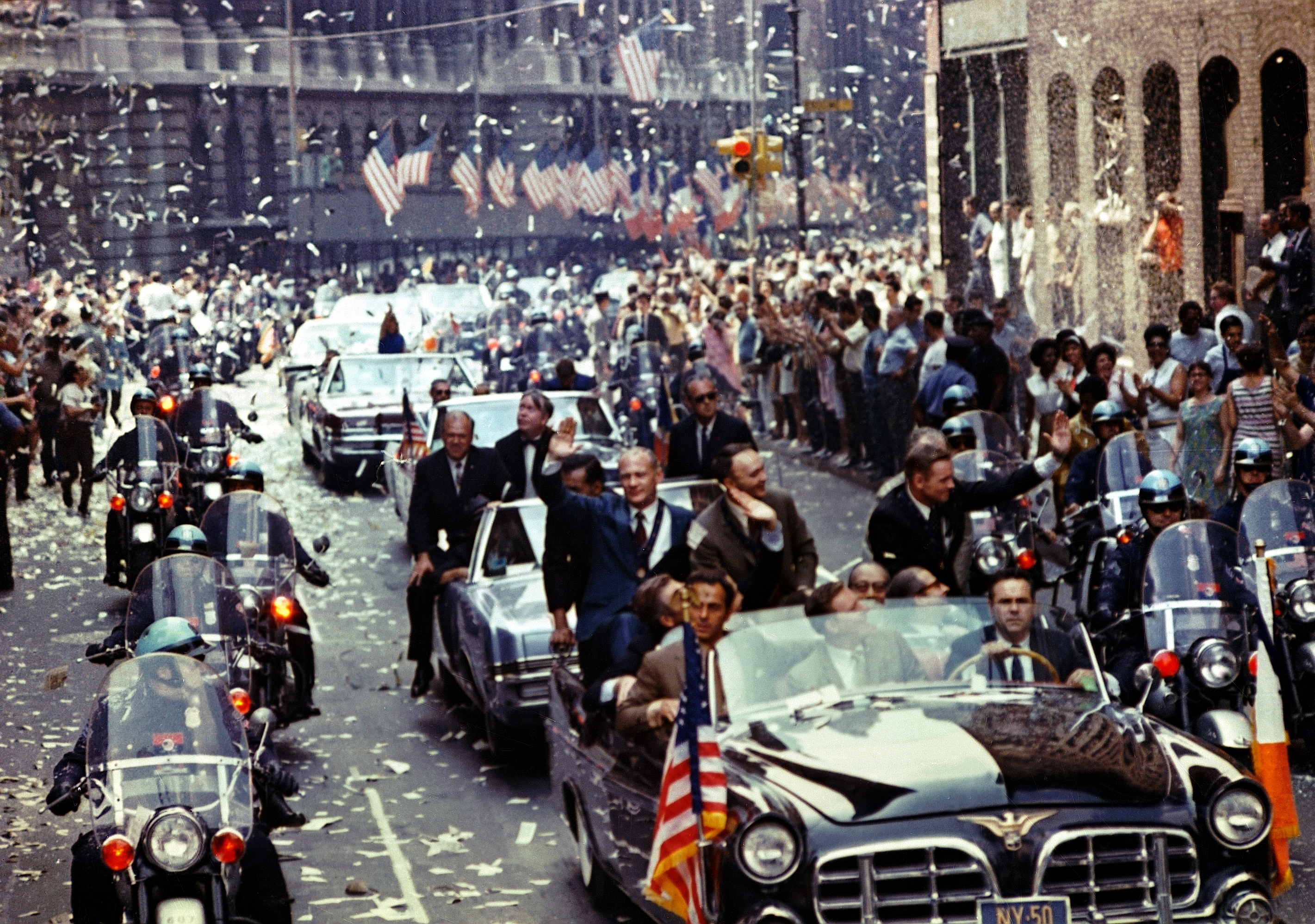
Desfile en Manhattan, Nueva York, de los astronautas en agosto de 1969.
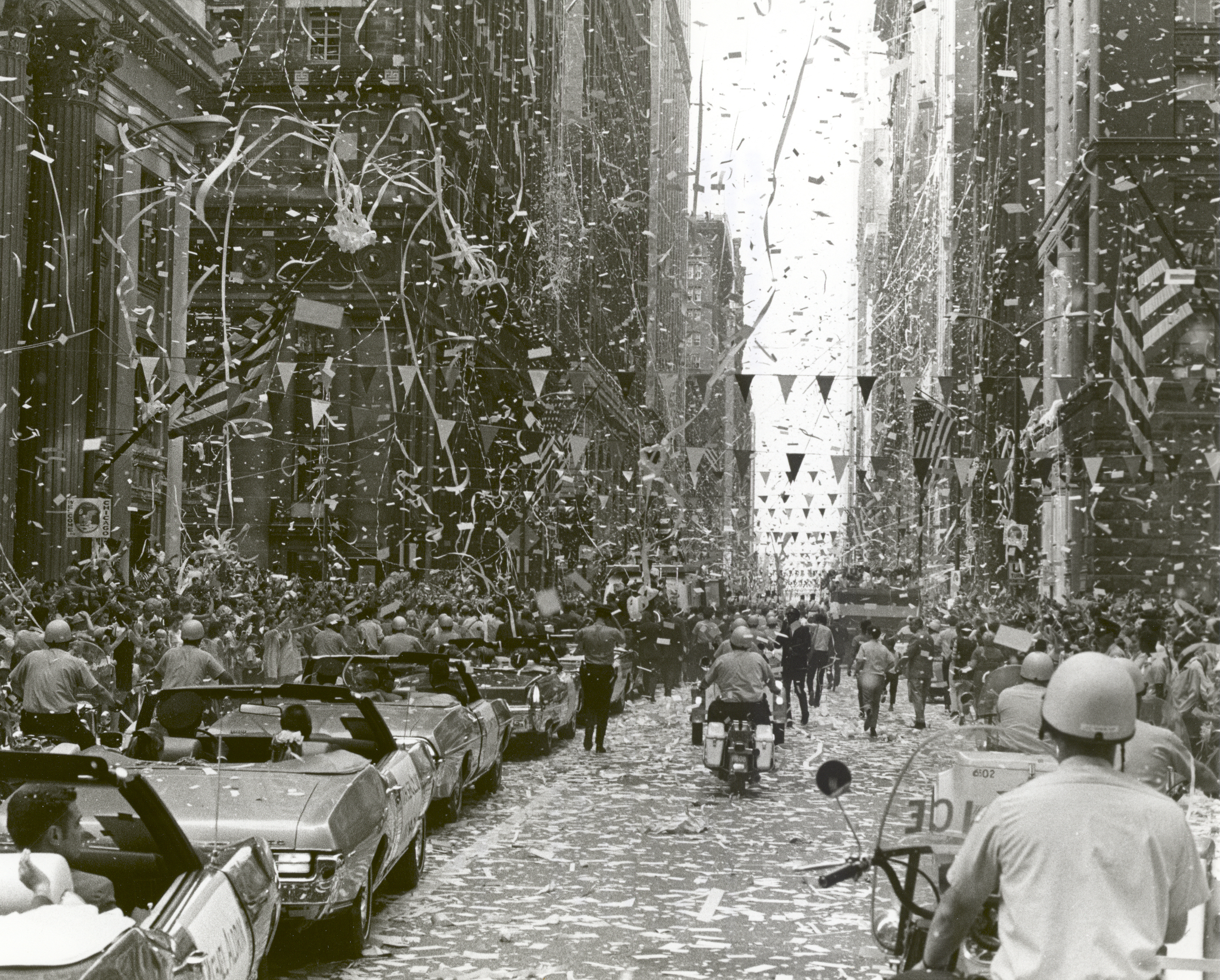
Desfile en Chicago, en agosto de 1969.
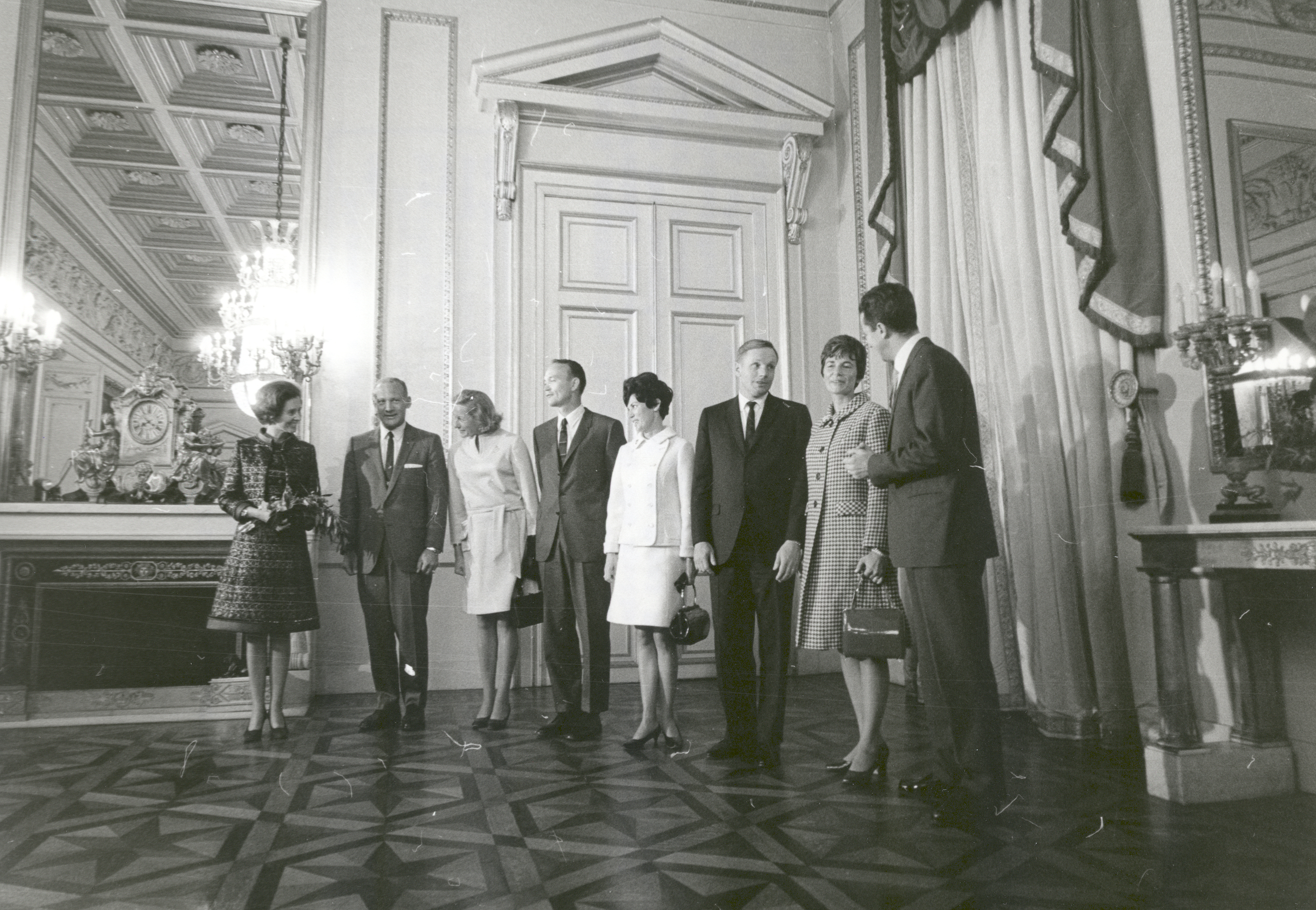
Recepción de los reyes de Bélgica el 9 de octubre de 1970.
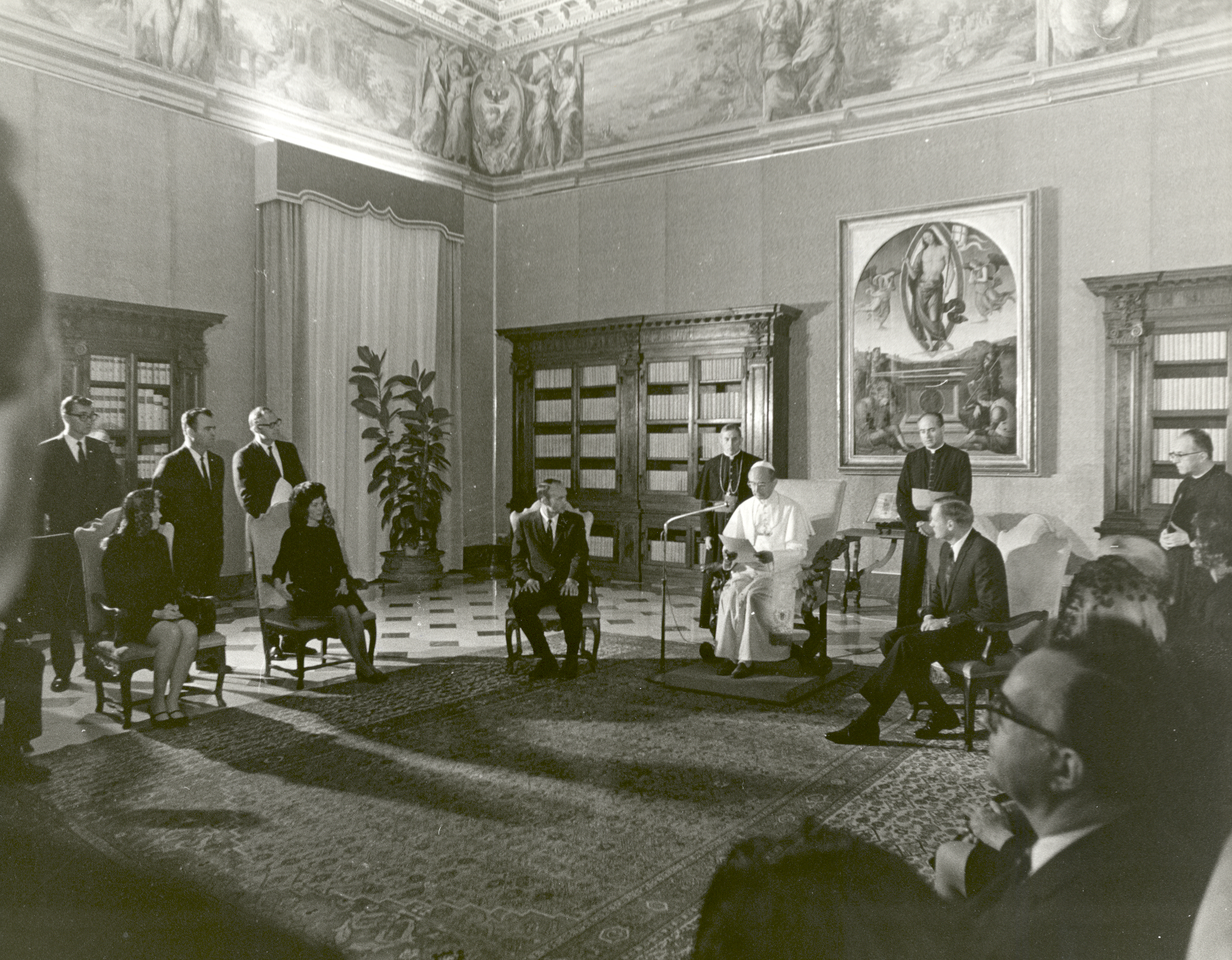
Recepción del papa Pablo VI el 16 de octubre de 1969.
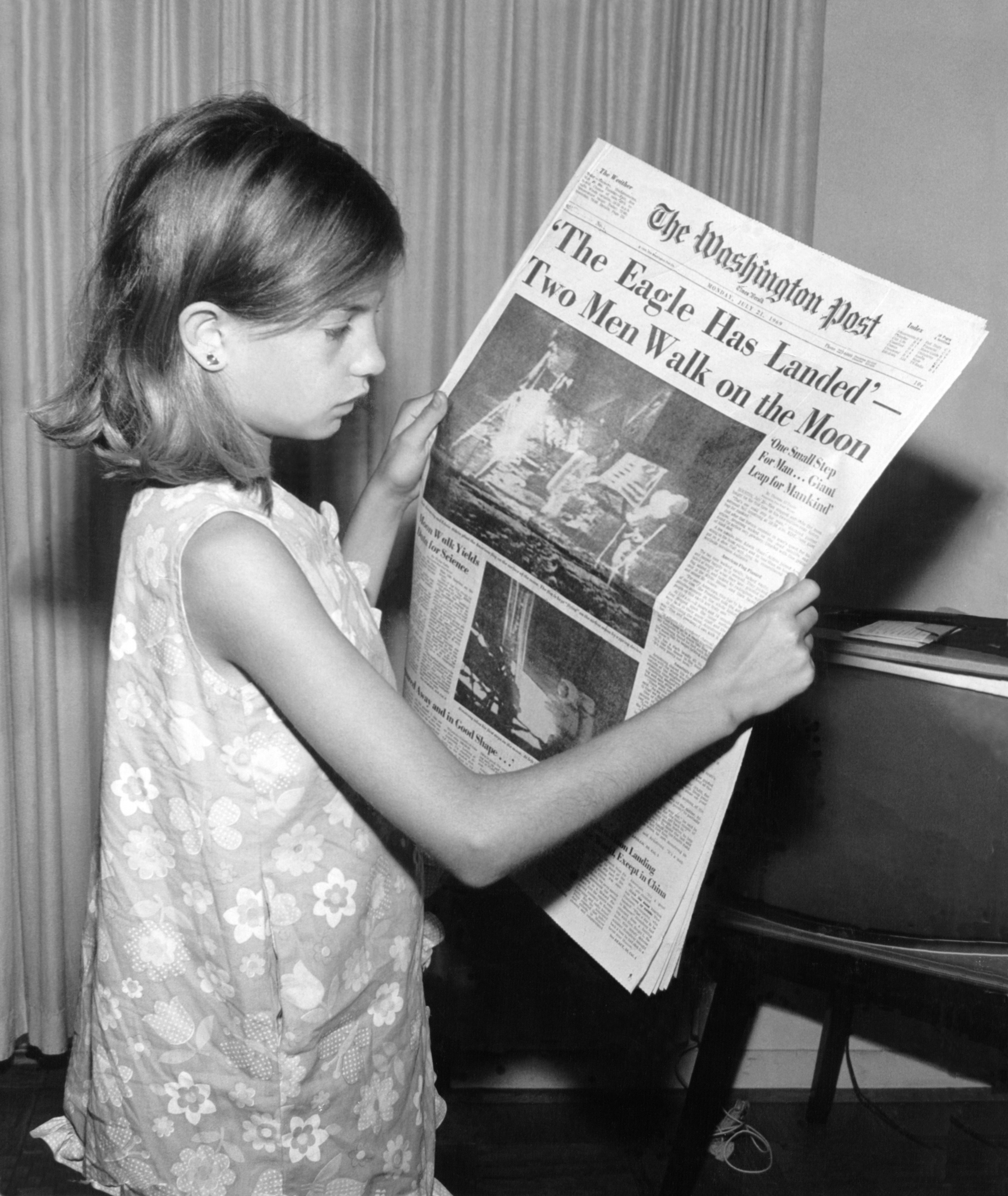
Portada de The Washington Post el 21 de julio de 1969: "El águila ha tocado tierra—Dos hombres caminan sobre la Luna".
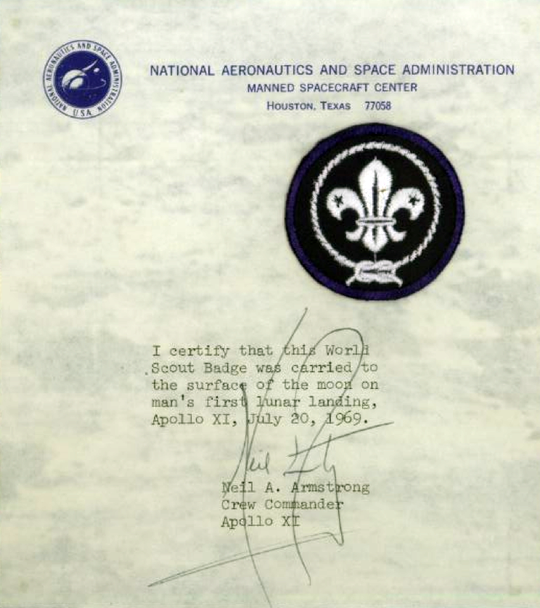
Certificado de la NASA firmado por el comandante del Apolo 11: "la insignia scout mundial fue portada a la superficie de la Luna".

## Filmografía
- First Man
- Apollo 11
- Transformers: el lado oscuro de la luna
- The Space Movie